# باربرا غروبر
باربرا غروبر (بالألمانية: Barbara Gruber)‏ هي متسلقة جبال تزلج ‏ ألمانية، ولدت في 15 ديسمبر 1977 في باد رايشنهال في ألمانيا.